# 鄂西杜鹃
鄂西杜鹃（学名：Rhododendron praeteritum），为杜鹃花科杜鹃花属下的一个植物变种。